# Barbeador elétrico

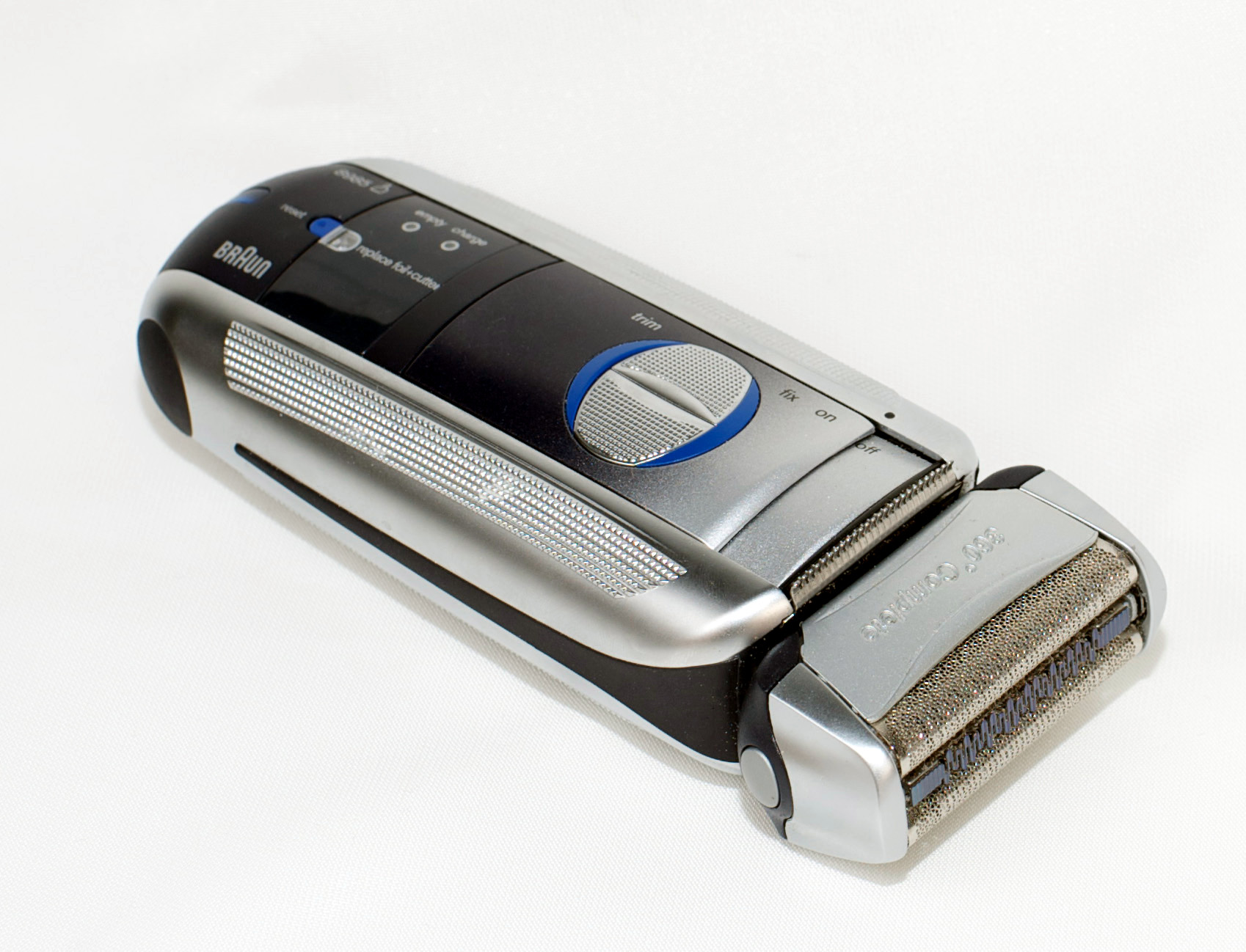
Barbeador elétrico do tipo oscilante.

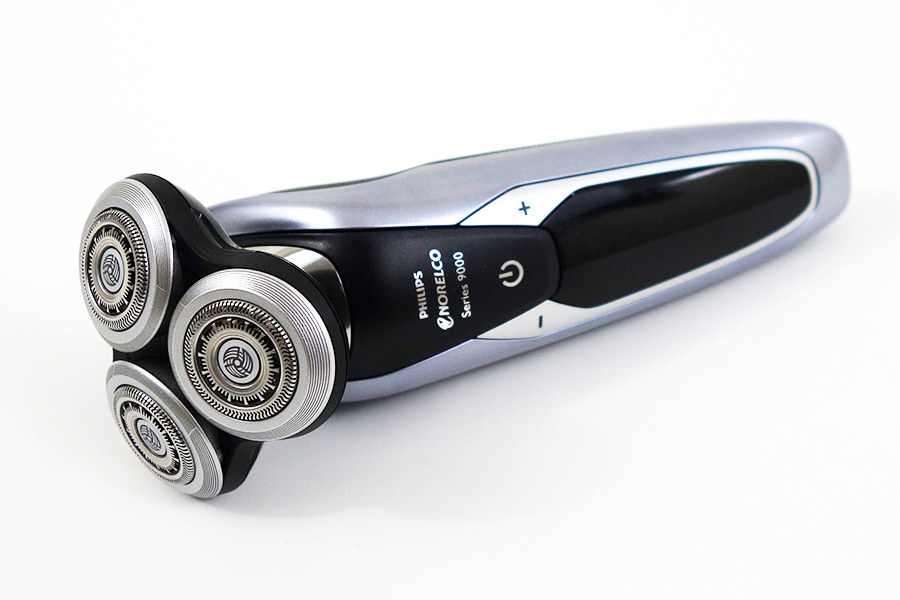
Barbeador elétrico do tipo rotativo.

O barbeador elétrico (português brasileiro) ou máquina de barbear (português europeu) (também conhecido como barbeador seco ou simplesmente barbeador) é um barbeador de lâmina rotativa ou oscilante. O barbeador elétrico geralmente não necessita de creme de barbear, sabonete ou água. A navalha pode ser alimentada por um pequeno motor DC, que pode funcionar com baterias ou eletricidade. Muitos modelos atuais funcionam através de baterias recarregáveis. De forma alternativa, um oscilador eletromecânico acionado por um solenoide energizado por CA pode ser usado. Alguns dos primeiros barbeadores mecânicos não tinham motor elétrico e precisavam ser acionados de forma manual, por exemplo, ao puxar uma corda para acionar o volante.
Os barbeadores elétricos estão em duas categorias principais: folha ou estilo rotativo. Os usuários podem escolher um ou outro. Muitos barbeadores modernos não têm fio; eles são carregados através de um carregador com plugue ou dentro de uma unidade de limpeza e carregamento.

## História
A primeira pessoa a receber uma patente para um barbeador elétrico foi John Francis O'Rourke, um engenheiro civil nascido em Nova York, com sua patente nos EUA 616554 registrada em 1898. O primeiro barbeador elétrico em funcionamento foi inventado em 1915 pelo engenheiro alemão Johann Bruecker. Outros seguiram o exemplo, como o americano Col. Jacob Schick, que patenteou seu primeiro barbeador elétrico em 1930. A Remington Rand Corporation desenvolveu ainda mais o barbeador elétrico, primeiramente produzindo-o em 1937. Outro inventor importante foi o Prof. Alexandre Horowitz, dos Laboratórios Philips, da Holanda, que inventou o conceito do barbeador elétrico giratório (rotativo). Ele tem uma cabeça de corte com cortadores que cortam o cabelo ao entrar na cabeça da navalha no nível da pele. Roland Ullmann, da Braun, na Alemanha, foi outro inventor decisivo para o desenvolvimento do barbeador elétrico moderno. Ele foi pioneiro em fundir elementos de borracha e metal em barbeadores e desenvolveu mais de 100 barbeadores elétricos para a empresa. Durante sua carreira, Ullmann registrou mais de 100 patentes para inovações em barbeadores a seco. Os maiores fabricantes melhoram o mecanismo de corte de cabelo de seus produtos a cada ano. Cada fabricante vende várias gerações diferentes de mecanismos de corte ao mesmo tempo e, para cada uma, vários modelos com recursos e acessórios diferentes para várias faixas de preço. As melhorias nos mecanismos de corte tendem a se tornar "gotejantes" para modelos mais acessíveis ao longo dos anos.

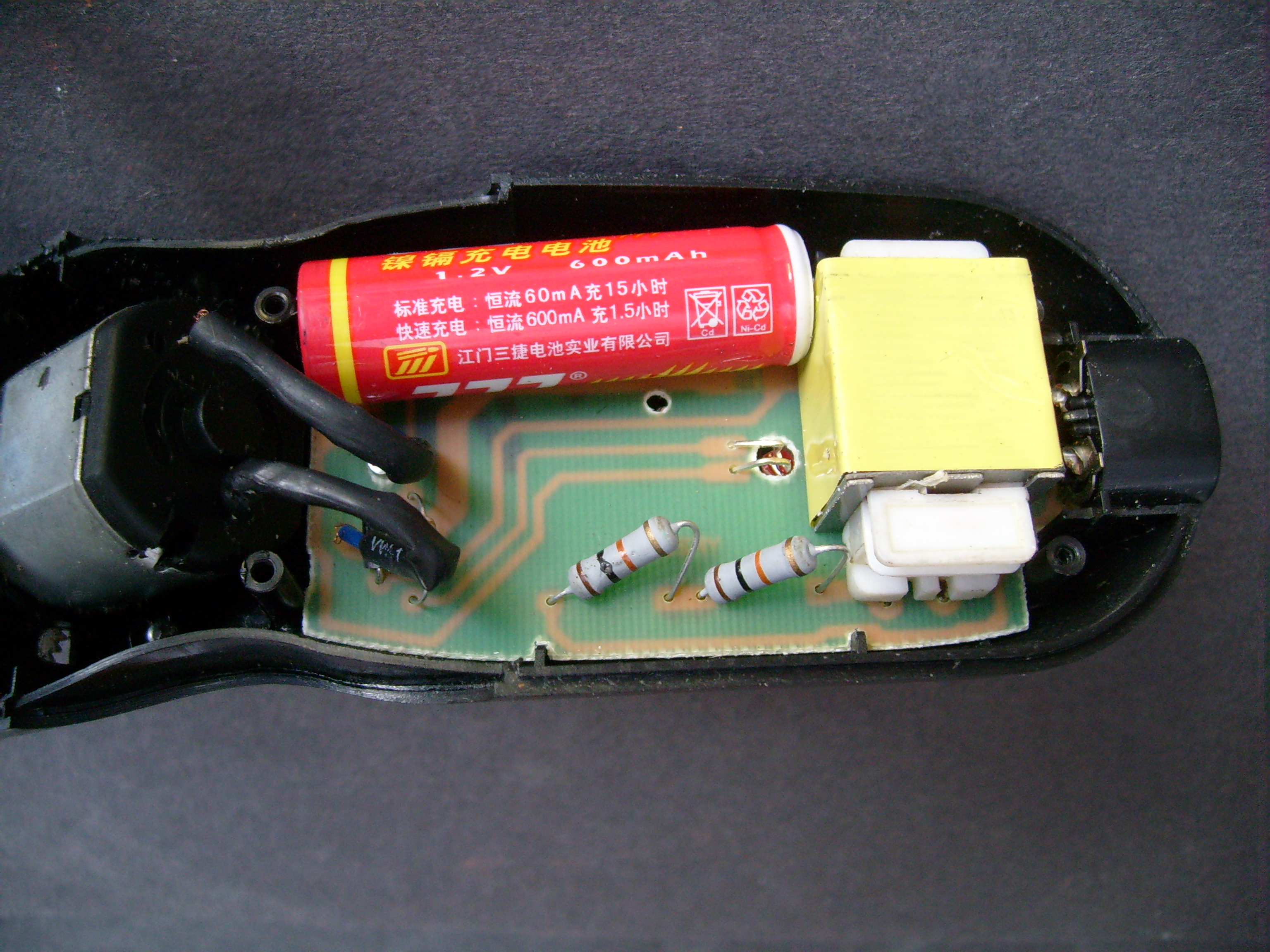
A bateria Ni-Cd tamanho AA padrão (600 mAh) é soldada no lugar, impedindo a substituição do usuário.

Os primeiros barbeadores elétricos deveriam ser usados apenas em pele seca. Muitos modelos recentes foram projetados para uso úmido / seco, o que também permite a limpeza com água corrente ou máquina de limpeza incluída para reduzir o esforço de limpeza. Deve-se ter paciência para começar a usar esse tipo de navalha, pois a pele demora um pouco para se adaptar à maneira pela qual a  navalha elétrica levanta e corta os pelos. Hidratantes feitos especificamente para o barbear elétrico estão disponíveis.

### Barbeadores elétricos movidos a bateria
No final dos anos 40, os primeiros barbeadores elétricos movidos a bateria chegaram ao mercado. Em 1960, a Remington lançou o primeiro barbeador elétrico movido a bateria recarregável. Os barbeadores elétricos a bateria usam baterias recarregáveis seladas dentro do estojo, primeiramente de níquel cádmio ou, mais recentemente, de hidreto metálico de níquel. Alguns barbeadores modernos usam baterias de íon de lítio, que não sofrem o efeito de memória. Os barbeadores de bateria selada podem ser carregados interna ou externamente. Alguns barbeadores são feitos para serem ligados em uma tomada de parede com um plugue giratório ou removível, ou vêm com um cabo CA removível. Outros têm unidades de base de recarga conectados a uma tomada CA e fornecem energia CC em seus contatos (não sendo necessário o conversor CA-CC estar dentro do barbeador, evitando choque elétrico). Para que não haja choque elétrico, os barbeadores projetados para uso úmido geralmente não devem ser usados com fio e não ligam até que seja retirado o cabo do adaptador de carregamento ou o barbeador seja removido da base de recarga.

### Barbeador vs Aparador

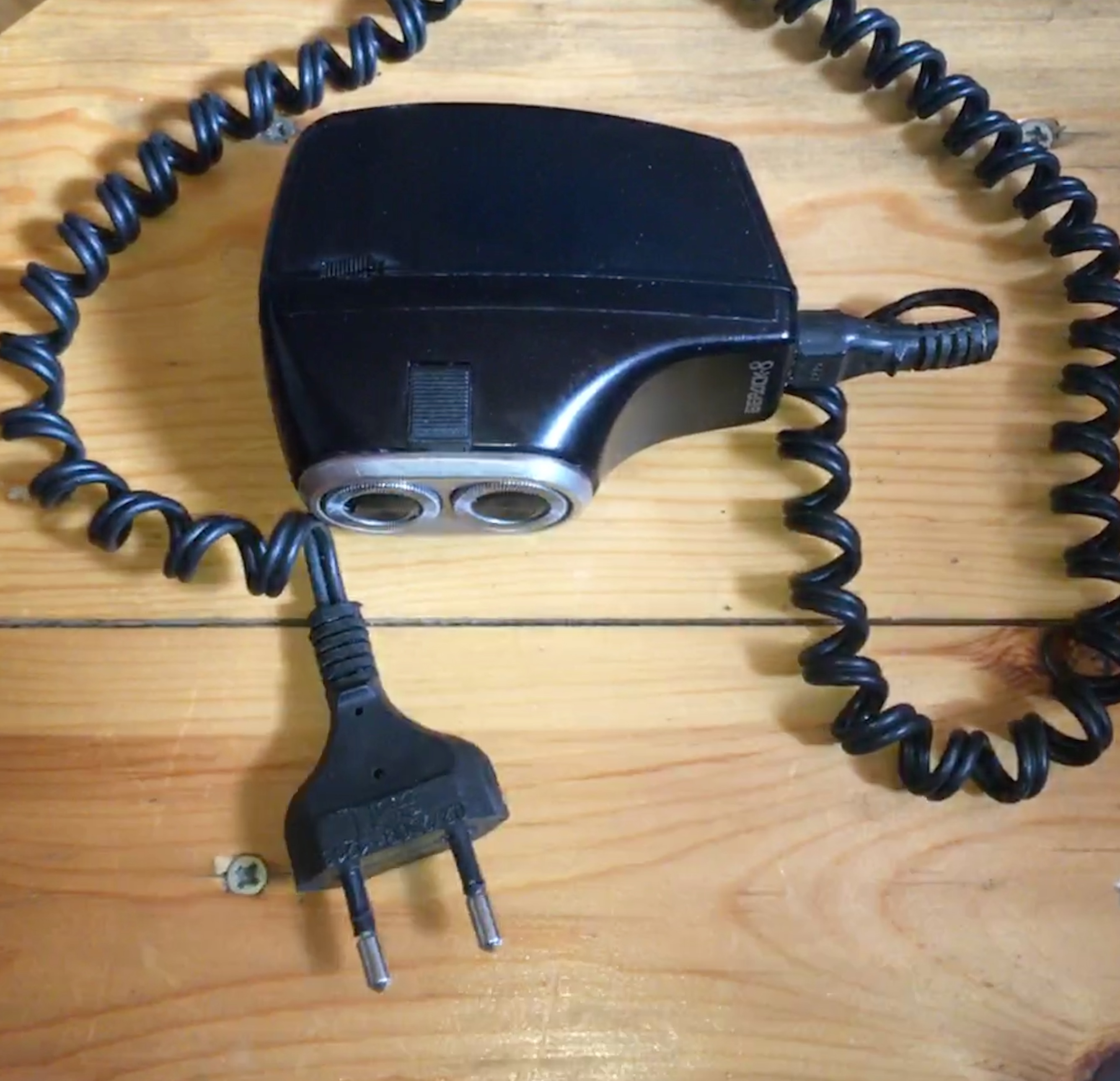
Barbeador elétrico (Rússia).

Um barbeador elétrico e um aparador elétrico são os mesmos dispositivos. Mas a principal diferença entre os dois está na forma de usar e nas lâminas que os acompanham.
Os barbeadores elétricos são feitos especificamente para barbear de forma limpa. Tem menos bateria, mas cortam o cabelo mais agressivamente. Os aparadores elétricos, por sua vez, não são feitos para barbear sem problemas. Eles possuem pentes especiais que são fixados neles para auxiliar na preparação e corte adequados dos tocos da barba para vários formatos e tamanhos.

## Em geral
Alguns modelos, geralmente vendidos como "máquinas de barbear de viagem" (ou "barbeadores de viagem"), usam baterias recarregáveis ou descartáveis removíveis, em geral de tamanho AA ou AAA. Isso oferece a opção de comprar baterias durante a viagem, para que não seja necessário levar um dispositivo de carregamento.

## Resistência à água e barbeadores elétricos úmido / seco
Muitos barbeadores elétricos modernos são à prova d'água, o que garante que o usuário limpe o barbeador com água. Para garantir a segurança elétrica, o cabo de carga / alimentação do barbeador deve ser removido antes de o aparelho ser limpo com água.
Alguns barbeadores são rotulados como "úmidos / secos", o que significa que o aparelho pode ser usado em ambientes úmidos, para barbear úmido. Esses modelos funcionam com bateria e normalmente os componentes eletrônicos não permitem que o aparelho seja ligado enquanto o adaptador estiver conectado. Isso garante a segurança elétrica, pois não seria seguro usar um barbeador conectado na banheira ou no chuveiro.
A Philips / Norelco produziu os barbeadores CoolSkin e Nivea For Men, que foram feitos especificamente para barbear úmido usando o gel Nivea especial em cartuchos especiais.

## Barbeador feminino
Um barbeador feminino é um dispositivo que foi feito para raspar os pelos do corpo de uma mulher. O design é geralmente parecido com o dos modelos masculinos. Frequentemente, um acessório de barbear é uma depiladora que vem como um acessório de cabeça separado (diferente do depilador).

## Máquina de barbear corporal
Os barbeadores masculinos tradicionais servem para barbear os pelos do rosto. Porém, produtos como o BodyGroom, da Philips / Norelco, são feitos especialmente para barbear os pelos do corpo.